# Teatro Carré

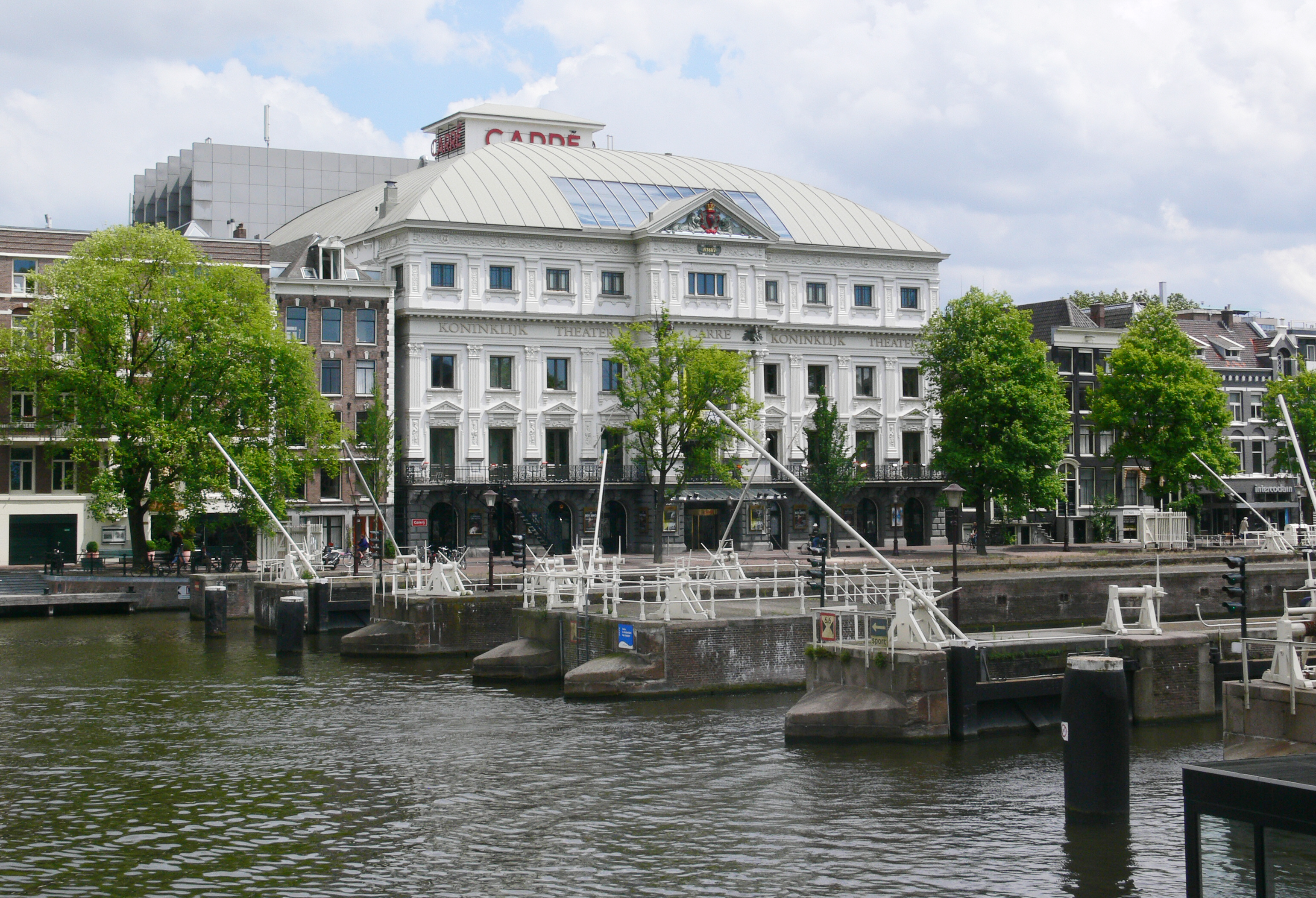
Il Koninlijk Theater Carré lungo il fiume Amstel

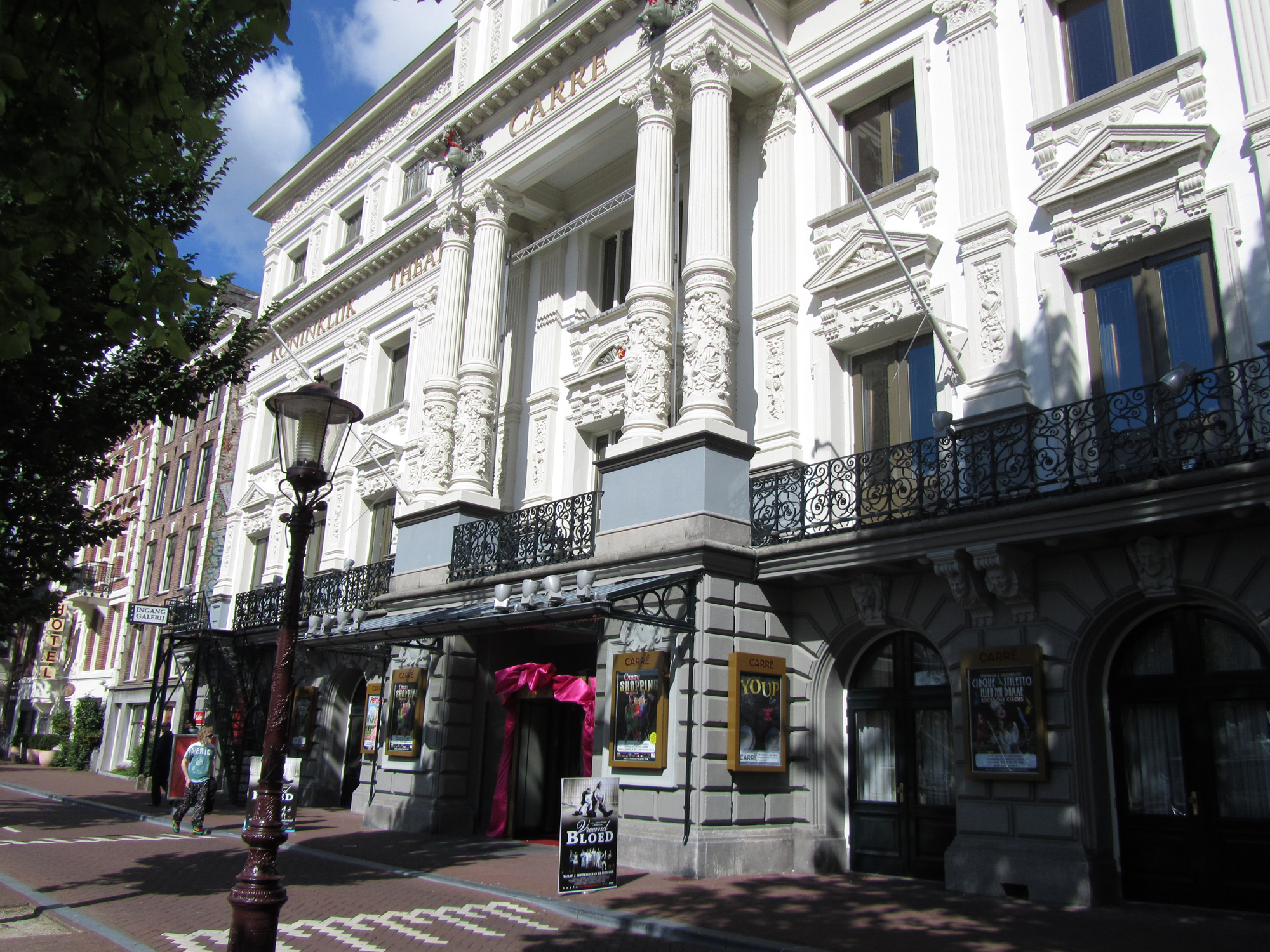
La facciata principale del Teatro Carré

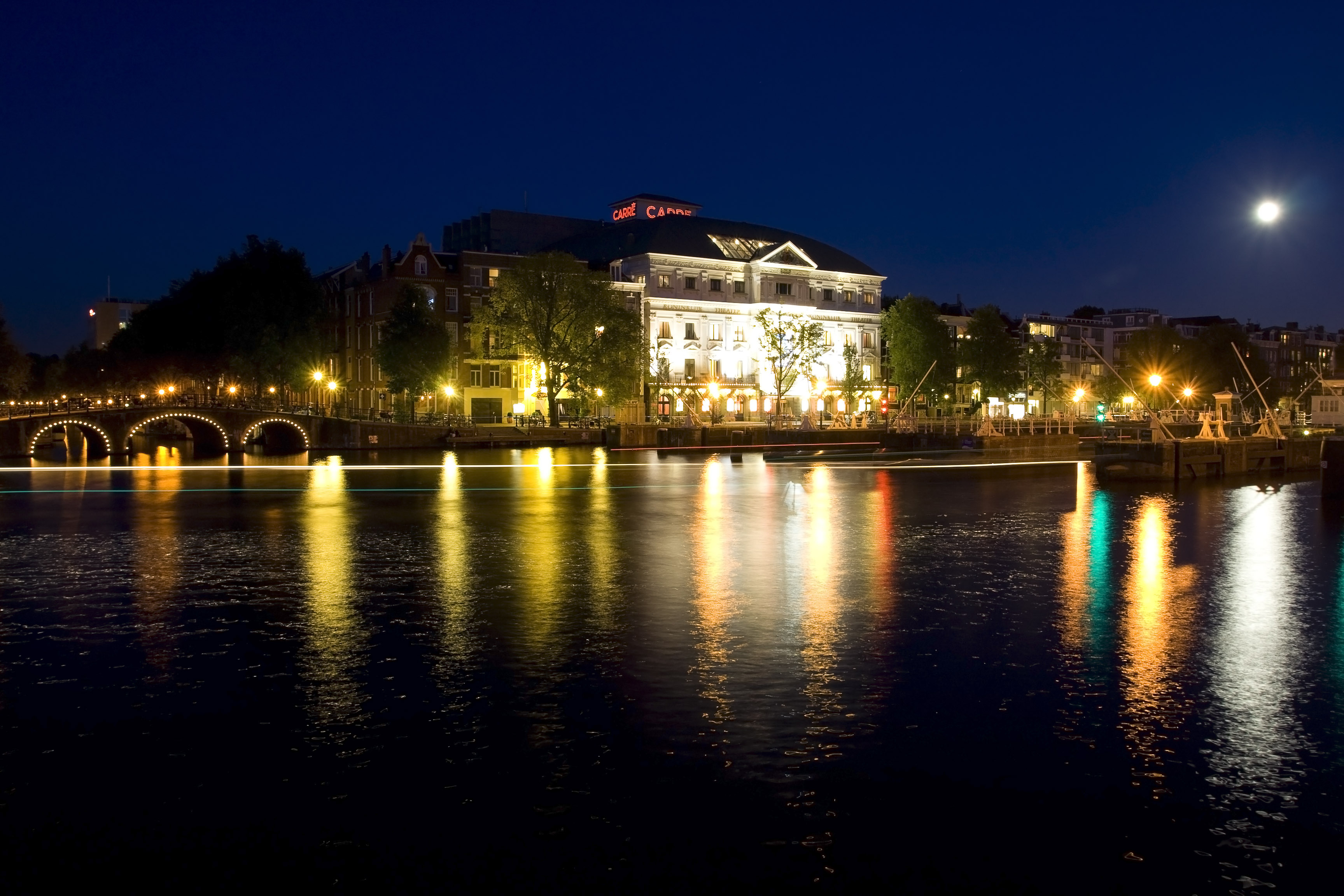
Immagine in notturna del teatro

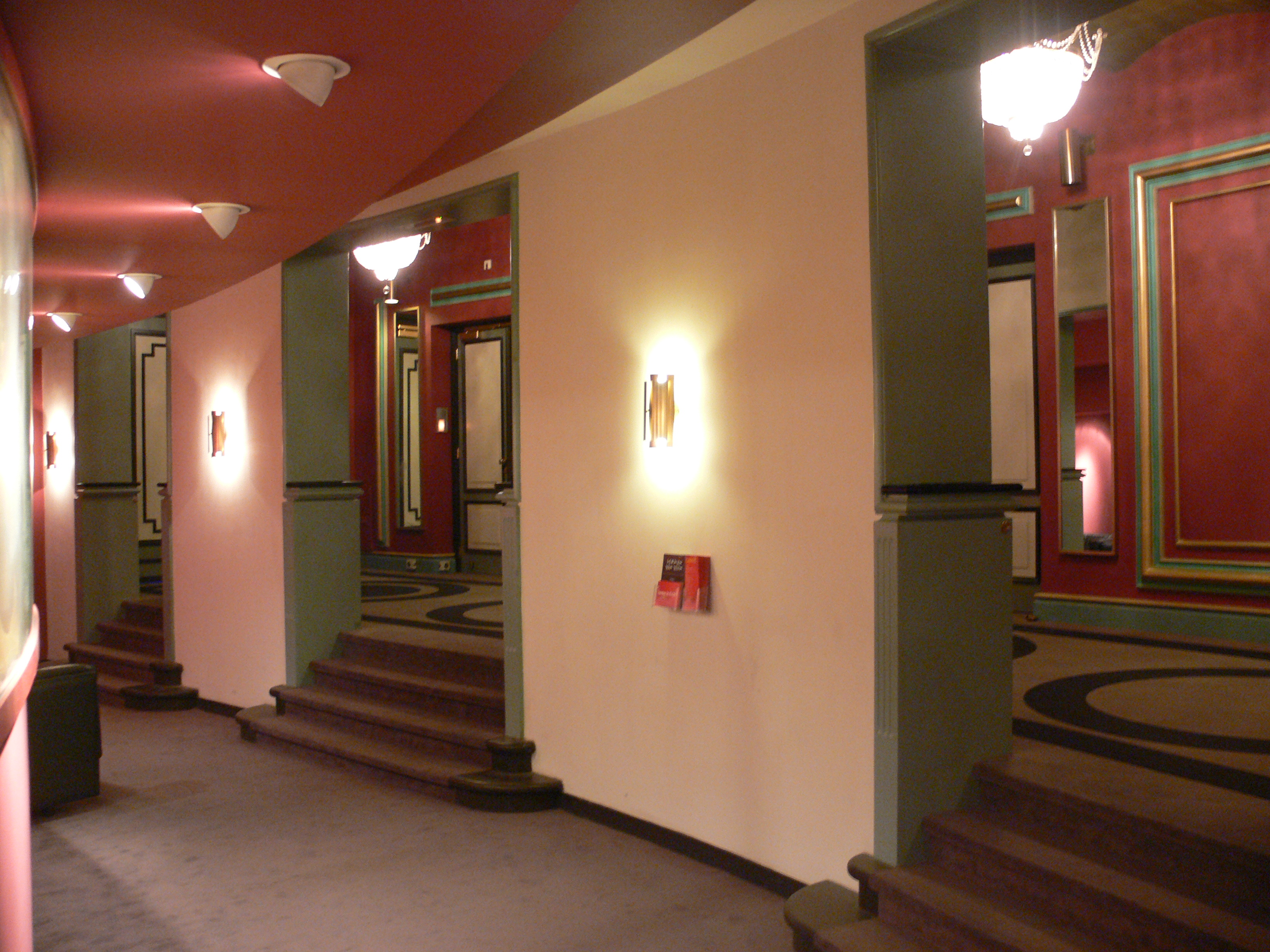
Il foyer del teatro

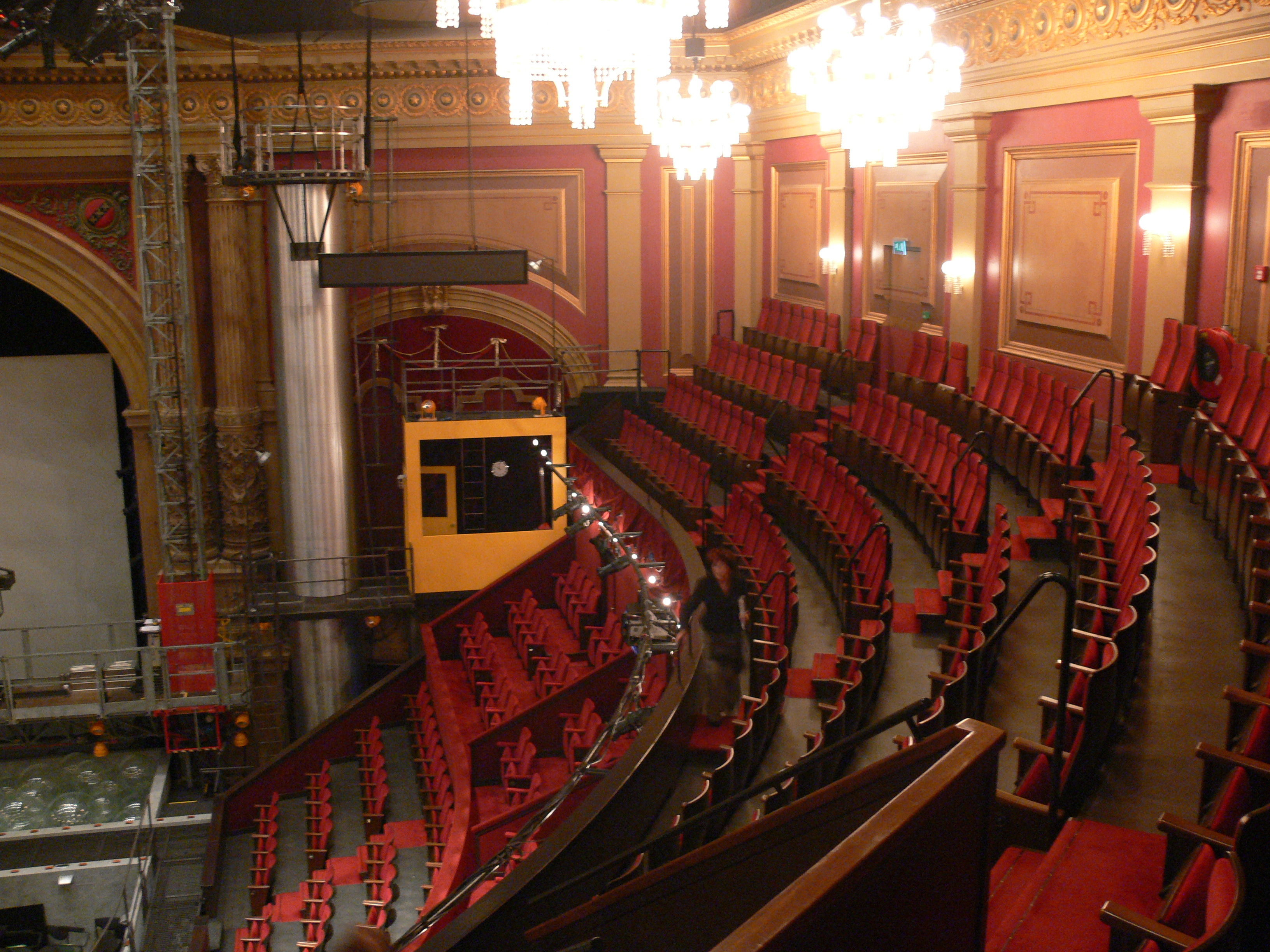
La sala del teatro

Il Koninklijk Theater Carré ("Regio Teatro Carré") o semplicemente Theater Carré è un celebre teatro di Amsterdam, costruito nel 1887 su progetto degli architetti J.P.F. Rossem e W.J. Vuyk, inizialmente come "tendone" per il circo permanente di Oscar Carré (1846-1911) (da cui il nome).
Oggi nell'edificio, classificato come rijksmonument (lett. monumento nazionale) dal 1974, vanno in scena prevalentemente musical e concerti, anche di star internazionali.

## Ubicazione
Il Teatro Carré si trova lungo il fiume Amstel, ai nr. 115-125, nella zona dei canali sud, nei pressi del Magere Brug e nelle vicinanze dell'Amstelkerk e non lontano dal Blauwbrug, dalla Collectie Six e dal Museo Willet-Holthuysen.

## Caratteristiche
Lo stile in cui è costruito il teatro si può definire uno stile influenzato dal classicismo.
Il teatro presenta una facciata decorata con figure di clown, giocolieri e danzatori.
|  |

La capienza attuale è di 1752 posti.

## Storia
La costruzione del teatro è legata all'arrivo ad Amsterdam del Circo Carré, circo di proprietà di una famiglia franco-tedesca, che si esibì per la prima volta nei Paesi Bassi nel settembre del 1863 e il cui spettacolo di cavalli divenne in seguito una tradizionale rappresentazione in occasione del Natale.
In seguito, nel 1866, l'allora direttore del circo Wilhelm Carré ottenne il permesso di costruire un edificio in legno nella zona di Plantage che potesse ospitare gli spettacoli. Quindi, Carré ne fece costruire, otto anni dopo, uno più grande nella Frederiksplein, sede che fu successivamente spostata nel 1879 lungo il fiume Amstel,  nell'ex-sede della Rasphuis.
La costruzione, realizzata sempre in legno,  non era però conforme alle leggi anti-incendio e fu demolita il 1º maggio 1880.
Il nuovo direttore del circo, Oscar Carré, concepì così l'idea di un nuovo edificio sul modello di quello che ospitava il Circo Carré a Colonia, opera di H. Nagelschmidt.
La costruzione della nuova struttura fu affidata agli architetti J.P.F. Rossem e W.J. Vuyk. Le decorazioni della facciata furono invece realizzate dallo scultore Bart van Hove (1850-1914).

Il nuovo edificio, che poggiava su fondamenta costituite da 1.450 pali, fu inaugurato il 3 dicembre 1887: la struttura misurava 26 metri in altezza, 34 in lunghezza e 37 in larghezza e poteva contenere 2.000 spettatori.
Nel 1893, Oscar Carré affittò il teatro al "re" del varietà Frits van Haarlem e il Teatro Carré iniziò così ad ospitare anche spettacoli di varietà.
Il 12 aprile 1911, si tenne nel teatro l'ultimo spettacolo del circo di Oscar Carré, che, ormai in precarie condizioni di salute, morirà il 29 giugno dello stesso anno.
Dopo la morte di Carré, il teatro iniziò ad ospitare così spettacoli di operetta.
L'8 giugno 1924, l'edificio fu venduto all'asta ed acquistato dai signori Benjamin e Content per la cifra di 439.000 fiorini.

All'acquisto da parte dei nuovi proprietari, seguì un'ampia opera di restyling dell'edificio.
Negli anni trenta, iniziarono a calcare il palco del Teatro Carré anche delle star internazionali.
Nel 1974, l'edificio fu dichiarato rijksmonument ("monumento del regno") e, tre anni dopo, il 1º gennaio 1977, la sua proprietà passò al comune di Amsterdam che se lo assicurò per la cifra di 6 milioni di fiorini.
Nel 1987, al nome del teatro fu aggiunto l'aggettivo koninklijk ( "reale", "regio"), cosicché da allora il nome ufficiale è Koninlijk Theater Carré.
Nel 1991, fu intrapresa un'opera di ampliamento: i lavori, costati 20 milioni di fiorini trasformarono nel 1993 l'edificio da un piccolo teatro adatto al circo ad un grande teatro..
Sempre nell'ultimo decennio del XX secolo, il teatro iniziò ad ospitare vari musical quali My Fair Lady, West Side Story, Anatavka, ecc., oltre agli spettacoli dei cabarettisti Youp van ’t Hek, Freek de Jonge, Herman van Veen e Herman Finkers e ai concerti di star della musica internazionale quali Oleta Adams, Udo Jürgens, Georges Moustaki, Laura Pausini, Dulce Pontes, Van Morrison, Randy Newman, Lou Reed, James Taylor, Dionne Warwick, Frank Zappa, ecc.
Nel 2004 fu operata una nuova ampia opera di restauro, durarono 10 mesi e l'edificio riaprì i battenti il 15 novembre 2004 alla presenza della regina Beatrice.

La capienza fu ridotta da 2.000 a 1.752 posti.

## Direttori del teatro
- 1893-1911: Oscar Carré
- 1911-1920:
- 1920-1921: Max Gabriël
- 1921-1922: Boekholt
- 1922-1924: Herman Heijermans
- 1924-1928:
- 1928-1952: Alex Wunnink
- 1952-1974: Karel Wunnink
- 1974-1984: Guus Oster
- 1984-1997: Bob van der Linden
- dal 1997: Hein Jens

## Curiosità
- Una copia in scala 1:25 del teatro è presente nel parco di Madurodam, nei pressi de L'Aia[10]